# (5863) Tara
(5863) Tara ist ein erdnaher Asteroid des Amor-Typs, der am 7. September 1983 von den US-amerikanischen Astronomen Carolyn Shoemaker und Eugene Shoemaker am Palomar-Observatorium  (IAU-Code 675) etwa 80 Kilometer nordöstlich von San Diego in Kalifornien entdeckt wurde.
Benannt wurde der Himmelskörper nach Tara einer weiblichen Manifestation erleuchteter Weisheit im Buddhismus.